# Cueca virada

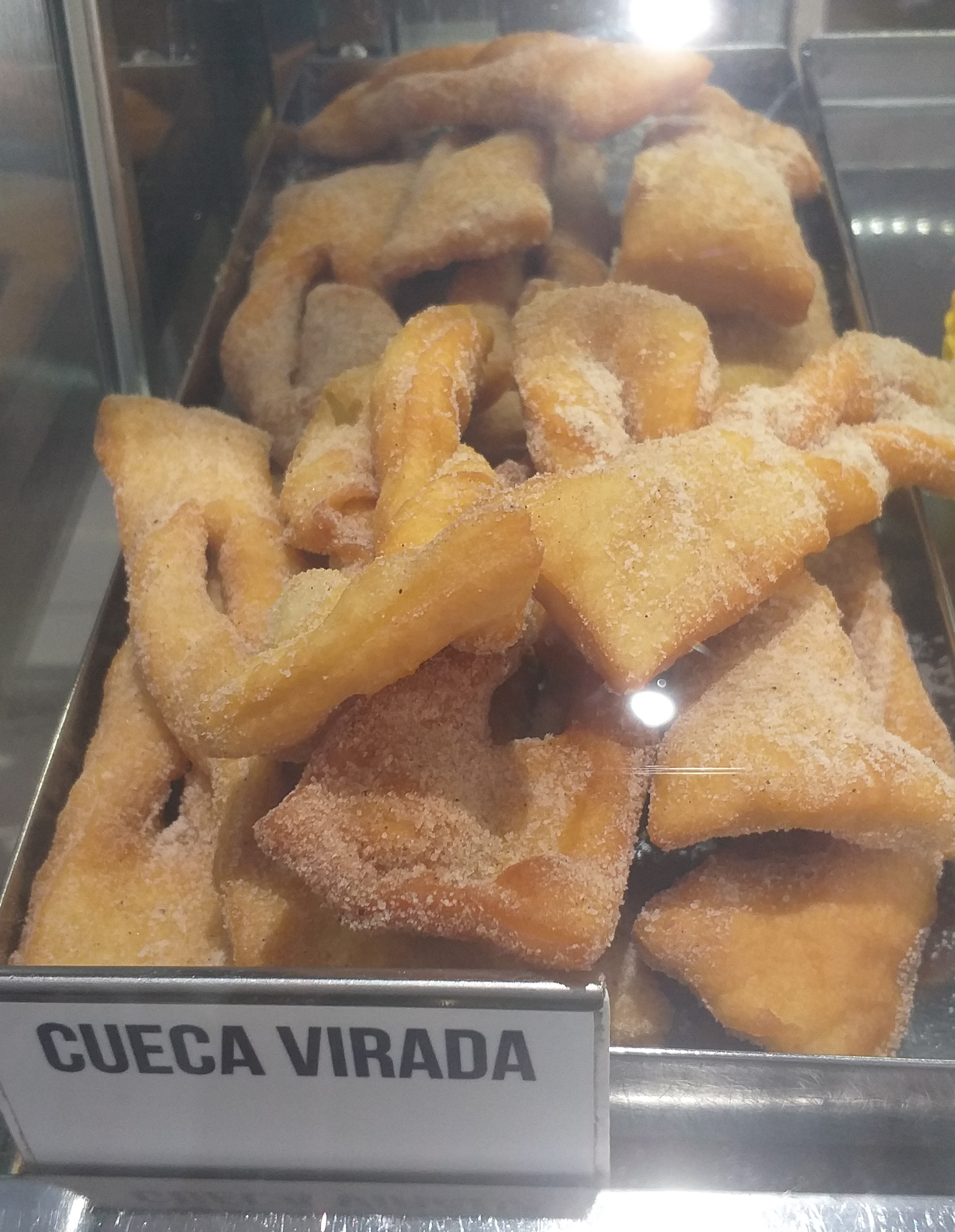
Cueca virada - Santa Catarina, Brasil.

Cueca virada, cavaquinho, ceroula virada, calça virada, mentirinha, orelha de gato ou grostoli no Brasil ou coscorão, no Brasil e em Portugal, é uma espécie de filhó, um doce feito de massa de farinha de trigo e ovos, estendida numa tira larga e fina, que é frita e depois polvilhada com açúcar. Muitas vezes, antes de fritar, a tira de massa leva um corte no meio para se poder fazer um nó.
Este tipo de doce segue receita dos romanos e está, normalmente, associado a época de carnaval. Antigamente na Europa a época entre carnaval e páscoa era marcada por jejum, então a quinta-feira antes do carnaval era chamada "quinta-feira gorda", ou seja, a última chance de comer antes deste período, sendo este doce uma das atrações principais. Também pode ser associada ao Natal e Ano Novo e foi levado pelos colonos para várias regiões do mundo.

## Brasil

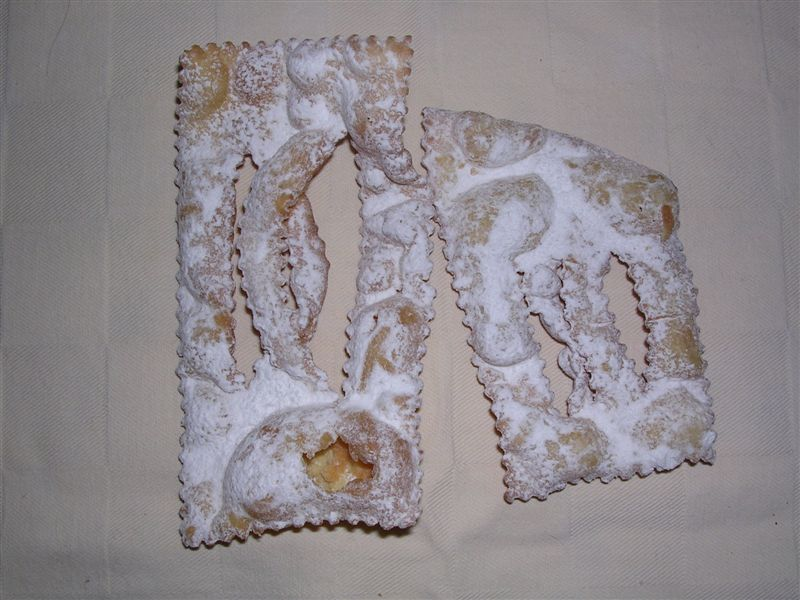
Massa crocante, mais tradicional na Itália

Este doce teria se popularizado no Brasil a partir da chegada de imigrantes italianos ao país em fins do século XIX.
Nas regiões bilíngues de alemão e português do Rio Grande do Sul e adjacências, em particular no dialeto Riograndenser Hunsrückisch, o doce também é chamado de Howwel-Spän.
Na Itália é conhecido como um "doce de carnaval" e possui vários nomes diferentes, conforme a região do país, sendo os mais conhecidos bugie, grostoli, grostói e chiacchiere.

No Brasil é completamente ignorado seu vínculo com o carnaval e o doce geralmente é confeccionado com base em receitas que buscam uma massa macia e roliça, muito embora receitas mais tradicionais tenham como objetivo produzir massas crocantes e finas. Costumam ser polvilhadas com açúcar e canela.
Outro nome Brasileiro para este doce é Cavaquinho, em referência a sua semelhança com o instrumento Musical.

## Lituânia
Estes doces são conhecidos como zagareliai e também como krustai.